# Sergej Milinković-Savić
Sergej Milinković-Savić (n. 27 februarie 1995, Lleida, Catalonia, Spania) este un fotbalist sârb, care joacă pe post de mijlocaș la Al-Hilal în Liga Profesionistă din Arabia Saudită. Pe plan internațional, are prezențe la națională pentru Serbia U19⁠(d), Serbia U21⁠(d), Serbia U20⁠(d) și Serbia. De la bunele sale actuați, este considerat un mijlocaș foarte valoros, valorat în 55 de milioane de euro de către site-ul web german Transfermarkt.

## Palmares

### Club
Vojvodina
- Cupa Serbiei: 2013–14

Lazio
- Supercoppa Italiana: 2017

### Internațional
Serbia
- Campionatul European de Fotbal sub 19: 2013
- Campionatul Mondial de Fotbal sub 20: 2015

### Individual
- Balonul de bronz la Campionatul Mondial de Fotbal sub 20: 2015